# 郑镐溶
郑镐溶（韓語：정호용，1932年9月10日—），韩国军人、政治人物。籍贯延日，号牧牛。

## 简介
自愿入伍后进入陆军士官学校学习，1955年毕业于陆军士官学校(第11届)。與全斗焕、卢泰愚等陆军士官学校同届生参与了12.12军事叛乱、5.17紧急戒严扩大措施、5.18光州民主化运动镇压。12·12军事叛乱后，历任特战司令部司令官、第三野战军司令官、第25代陆军参谋总长，被编入陆军上将。退役后，历任国家安全保障委员会常任委员会委员、民主正义党大邱庆北地区党委员长、国防部长和内务部长。在第五共和國時期是军中第三号人物，但在第六共和國时期，在与卢泰愚的竞争中落败。
在1992年的总统选举中，金泳三作为民主自由黨候选人进行了支持游说。1995年，作为金泳三政府“纠正历史”的一环，因他曾参与12.12军事叛乱和镇压光州民主化运动。1997年4月在12·12军事叛乱及5.18光州民主化运动相关审判中，他因从事叛乱及内乱重要任务，被韓國大法院判处7年有期徒刑，在金大中的建議下被金泳三赦免。

## 经历

### 生涯初期
出生于大邱的他毕业于庆北高中。后来成为陆军军官学校同学的卢泰愚是从庆北高中时期开始认识的老朋友和同学。1951年毕业于庆北高中，在朝鲜战争中作为士兵加入陆军参战。之后进入陆军士官学校，1955年第11届陆军士官学校毕业，被任命为陆军少尉。全斗焕、卢泰愚是陆军军官学校第11届同届生，此后与全斗焕、卢泰愚等人加入私人聚会“壹会”。

### 服役

#### 服役初期
壹会後期分裂成全斗焕派和尹必鏞派，他加入了全斗焕派。在服役期间考入首尔大学研究生院，1963年获工学硕士学位。后经陆军总部人事军官，中校任职，1965年進入陆军大学，1967年畢業。同年，1967年经陆军总部升职系长垂直调任陆军总部升职科长。
此后，他参加越南战争，被派到越南擔任陆军第9步兵师下属大队的大队长，及後回国。1971年，他晋升为陆军大校，历任团长。1978年，擔任驻扎在大邱的陆军第50步兵师团长。但是，由于“壹会”领袖尹必镛的发言引发风波(又称“尹必镛事件”)，一度面临了提前报道的危机。与此同时，医务兵科还有同名同姓的将军 “정호용”（郑浩镕）。

#### 雙十二政變及光州民主化運動
12·12军事叛乱之后，他就任大韓民國陸軍特戰司令部特战司令官。涉嫌在朴正熙总统被暗杀后帮助韩国中央情报部部长金载圭隱藏行蹤的陆军参谋总长郑升和被捕，而全斗焕在逮捕陆军参谋总长郑升和（即“12·12事件”）時，郑镐溶正从大邱上京，因此并未发挥特别的作用。

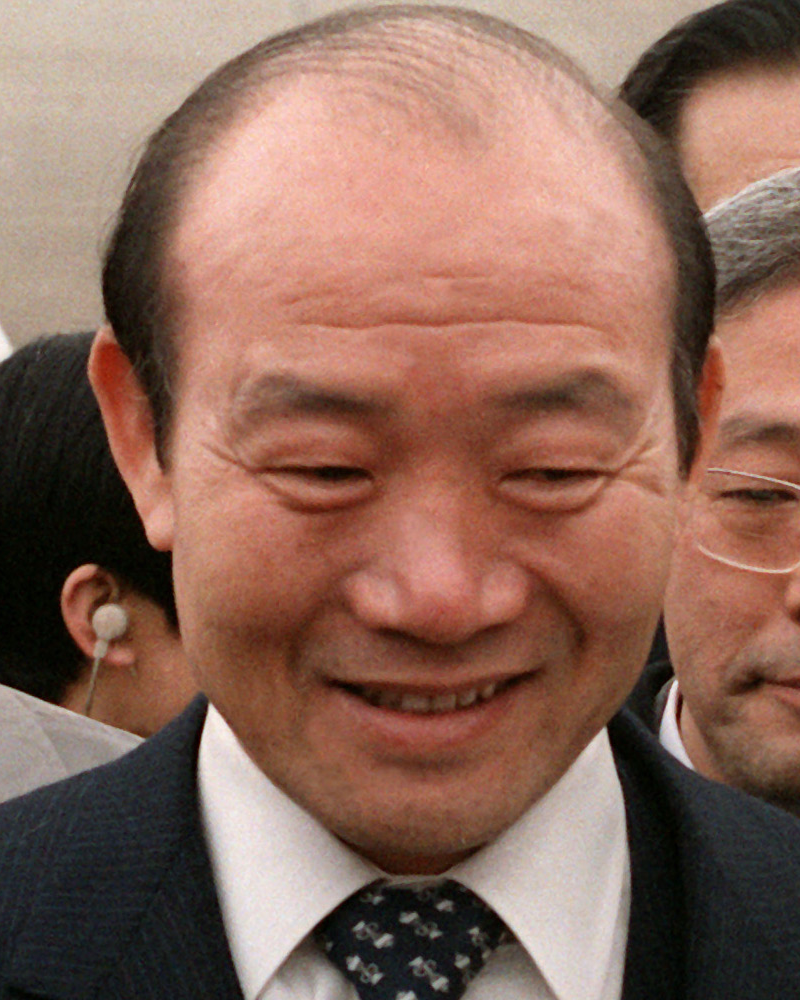
在陆军士官学校的同期以及同事的全斗焕

5月18日光州民主化运动爆發后，他先后3次往返光州和首尔，包括听取空運部队报告，并了解現場情况。5月27日，在尚武忠正作战前，陆军总部支援了假发、手榴弹等军需品，提供给了当地的空運部队。
5月30日，国家保卫立法会议成立，委任为国家安全委员会常任委员会委员之一。

#### 陆军总参谋长和退伍时期

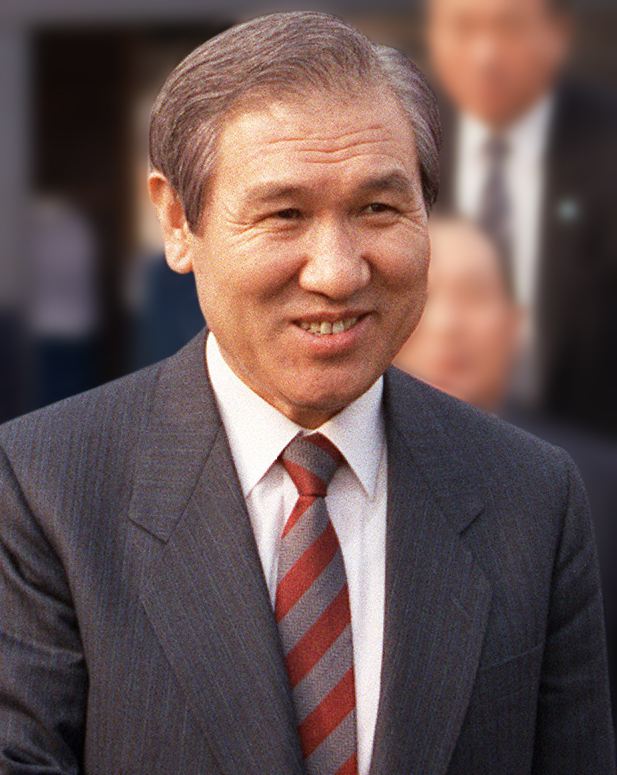
在陆军士官学校的同期以及同事的卢泰愚

全斗焕1980年8月27日就任总统后，作为新军部第三号人物晋升为陆军上将，第二年在1981年成为陆军总部陆军参谋次长，1983年就任陆军参谋总长。退伍后分别历任内务部长官和国防部长官。后进入研究生院，在汉阳大学研究生院毕业，获得经济学硕士学位。之后在建国大学研究生院获得博士学位，1985年成为了日海基金会的研究员。

### 政治活动

#### 第五、第六共和国时期
1987年1月被任命为内务部长官，4个月后的当年5月辞去长官一职。但他在民主正义党党内行使了影响力，并于同年7月以国防部长官的身份重返内阁，但由于全斗焕政权只剩下7个月，所以没能长期任职。此后，卢泰愚当选总统，成为政界人士。1988年5月，他被任命为民主正义党大邱庆北地区党委员长。但在朝小野大的国会上，作为第五共和国腐败案的听证会和5.18听证会，社会舆论纷纷要求辞去公职，结果在1990年1月5日辞去了国会议员的职务。此后为了恢复名誉，他再次参加了自己的地区补缺选举，但在感到政治负担的卢泰愚政府的压力下，他再次辞去了候选人一职。
1990年3月因夫人金淑焕自残未遂事件经历了波澜，4月初出国到美国后回国。

#### 文民政府上台以来
1992年，他再次以无党派人士的身份参加了第14届议会选举，并在当选后加入了以三党合并组成的民主自由党。此后，他高呼“我们是南蛮”(庆南出身的金泳三和出身庆尚北道的郑镐溶是同乡)的口号，在庆尚北道帮助了金泳三的总统选举运动。但根据金泳三政府的清算历史工作，1996年以“12·12军事叛乱”和“5.18内乱”嫌疑再次被拘留，被确定有罪。
1996年，第十五届议会选举在狱中出马大邱西甲，但以第二名的成绩惜败于白承弘。

#### 光州民主化运动镇压责任疑点
1980年光州民主化运动当时，郑镐溶与5.18当时的全斗焕持续接触，并多次来往于光州和首尔。另外，由于郑镐溶曾是特战司令官，因此，围绕特战司令部所属部队的残酷行为，有人提出了“责任论”。在1989年举行的光州特别委员会听证会上，郑镐溶主张说:“当时特种战司令部所属的镇压部队被分配到了当时光州尚武部队来指挥，因此没有自己的责任。”但是，新军部应该考虑到新军部，当时经常发生无视正式指挥系统，根据私人组织“壹会”的人际关系下达命令的事情。1996年1月，5.18检察机关的调查结果显示，郑镐溶参与了5.17政变期间的内乱模拟参与和镇压5.18光州民主化运动的过程。次年4月，大法院以内乱模拟参与罪、内乱目的杀人罪等判处郑镐溶7年有期徒刑。

#### 金大中政府上台
1998年金大中政府上台以后，在光复节那天，郑镐溶因为政府赦免了12·12、5·18相关人士，而被释放。但他没有进行特别的活动，只是于2002年帮助郑梦准参加总统选举。

## 学历
- 大邱南山初等学校
- 庆北中学
- 1951年庆北高等学校
- 1955年大韩民国陆军士官学校第11届文学史
- 1956年大韩民国陆军高级副官学校毕业
- 1957年大韩民国陆军步兵学校毕业
- 1958年大韩民国陆军机械化学校毕业
- 1958年大韩民国陆军炮兵学校毕业
- 1959年大韩民国陆军工兵学校毕业
- 1963年首尔大学研究生院化学工程与工程硕士
- 1967年大韩民国陆军大学毕业
- 1972年大韩民国国防大学行政学士
- 1984年汉阳大学研究生院经济学硕士
- 1993年建国大学研究生院经济学博士

## 著作

### 著述
- 《用兵原理与实际》

## 勋章
- 南越银星武功勋章
- 花郎武功勋章
- 修交勋章 光化章
- 美国杰出服役十字勋章
- 巴拉圭大军训诫章

## 家庭关系
- 夫人:金淑煥1945年生
  - 女儿:4女

## 评价和批评
他是典型的政治军人，被评价为对5.18光州民主化运动负有不可推卸的责任的历史罪人。
1980年5·18民主化运动时期，戒严军在光州全南道厅前的锦南路一带进行集体射击的5月21日，当时的特战司令官郑镐镕乘坐直升机前往光州的事实通过军队文件得到了确认。这是“道厅集体射击发生时，我在首尔。”的郑某的主张和正面相违背的,作为派遣到光州的3、7、11空输部队的首长，军方记录郑氏5月21日在光州尚属首次。https://news.v.daum.net/v/20190401050601356?d=y （页面存档备份，存于）

## 扮演郑镐溶的演员

### 电视剧
- - 한근욱 - 1995年MBC電視劇《第四共和国》 。
  - 전국근 - 1995年SBS電視劇《코리아게이트》 。
  - 박영지 - 1998年SBS電視劇 《삼김시대》 。
  - 2005年MBC電視劇《第五共和国》，尹承元飾演 。

## 以往的选举结果
| 选举         | 职称                         | 代数 | 政党       | 投票率  | 票数     | 结果 | 派对 |
| ------------ | ---------------------------- | ---- | ---------- | ------- | -------- | ---- | ---- |
| 第十三届大选 | 国民议会议员（大邱市西区峡） | 13   | 民主正义党 | 54.34％ | 52,847票 | 1    |      |
| 第十四届大选 | 国民议会议员（大邱市西区峡） | 14   | 无党派     | 51.54％ | 50,533票 | 1    |      |
| 第十五届大选 | 国民议会议员（大邱市西区峡） | 15   | 无党派     | 26.82％ | 19,583票 | 2    |      |